# ラトビア・ソビエト社会主義共和国の国歌
ラトビア・ソビエト社会主義共和国の国歌（ラトビア語: Latvijas Padomju Sociālistiskās Republikas himna）とは、ソビエト連邦構成共和国であるラトビア・ソビエト社会主義共和国の国歌である。